# Campeonato Sergipano de Futebol de 2009 - Série A2
O Campeonato Sergipano da Série A2 de 2009 foi a 19ª edição do torneio, que corresponde à segunda divisão do futebol do estado de Sergipe.

## Formato
Na primeira fase, classificatória, as doze equipes foram divididas em 2 grupos. As equipes de cada grupo jogaram entre si, em turno e returno, e as duas melhores colocadas de cada grupo se classificaram para um cruzamento olímpico, que ocorreu em jogos de ida e volta. Os vencedores disputaram a final, também em dois jogos, para definir o campeão. Os dois finalistas foram promovidos para a série-A1 de 2010.

### Critérios de desempate
Os critério de desempate foram aplicados na seguinte ordem:
1. Maior número de vitórias
2. Maior saldo de gols
3. Maior número de gols pró (marcados)
4. Maior número de gols contra (sofridos)
5. Confronto direto
6. Sorteio

## Equipes Participantes
Abaixo a lista dos clubes que participaram do campeonato em 2009. 
| Baixa | Equipes rebaixadas da Série A1 de 2008 |

## Primeira Fase

### Grupo A
| Pos | Times       | Pts | J  | V | E | D | GP | GC | SG  |
| --- | ----------- | --- | -- | - | - | - | -- | -- | --- |
| 1   | Lagarto     | 23  | 10 | 7 | 2 | 1 | 21 | 9  | +12 |
| 2   | Laranjeiras | 17  | 10 | 5 | 2 | 3 | 14 | 8  | +6  |
| 3   | Macambira   | 17  | 10 | 4 | 5 | 1 | 21 | 14 | +7  |
| 4   | Boquinhense | 14  | 10 | 4 | 2 | 4 | 11 | 12 | -1  |
| 5   | Boca Júnior | 8   | 10 | 2 | 2 | 6 | 11 | 18 | -7  |
| 6   | Estanciano  | 3   | 10 | 0 | 3 | 7 | 6  | 23 | -17 |

|             | BOC   | BOQ   | EST   | LAG   | LAR   | MAC   |
| ----------- | ----- | ----- | ----- | ----- | ----- | ----- |
| Boca Júnior | —     | 1 – 2 | 4 – 2 | 0 – 2 | 1 – 2 | 2 – 1 |
| Boquinhense | 2 – 1 | —     | 2 – 0 | 1 – 2 | 1 – 0 | 2 – 2 |
| Estanciano  | 0 – 0 | 1 – 1 | —     | 0 – 1 | 1 – 2 | 0 – 0 |
| Lagarto     | 2 – 0 | 1 – 0 | 6 – 1 | —     | 1 – 0 | 2 – 2 |
| Laranjeiras | 3 – 0 | 2 – 0 | 3 – 1 | 0 – 0 | —     | 1 – 2 |
| Macambira   | 2 – 2 | 2 – 0 | 4 – 0 | 5 – 4 | 1 – 1 | —     |

|  |                     |  |        |  |                      |
|  | Vitória do Mandante |  | Empate |  | Vitória do Visitante |

#### Rodadas na liderança e Lanterna
Em negrito, os clubes que mais permaneceram na liderança.
| Liderança | Liderança | Liderança  | Liderança  | Liderança | Liderança  | Liderança  | Liderança  | Liderança  | Liderança  |
| --------- | --------- | ---------- | ---------- | --------- | ---------- | ---------- | ---------- | ---------- | ---------- |
| 1         | 2         | 3          | 4          | 5         | 6          | 7          | 8          | 9          | 10         |
| LAGARTO   |           |            |            |           |            |            |            |            |            |
| Lanterna  |           |            |            |           |            |            |            |            |            |
| 1         | 2         | 3          | 4          | 5         | 6          | 7          | 8          | 9          | 10         |
| BOQ       | BOC       | ESTANCIANO | ESTANCIANO | BOC       | ESTANCIANO | ESTANCIANO | ESTANCIANO | ESTANCIANO | ESTANCIANO |

#### Partidas
Todas as partidas estão no fuso horário UTC−3.
Primeira rodada
| 22 de agosto | Estanciano | 0 – 0  | Boca Júnior | Estádio Vila Operária, Estância |
| 15:15        |            | Súmula |             | Árbitro: SE Marcos Santos       |

| 23 de agosto | Macambira | 1 – 1  | Laranjeiras | Estádio Severão, Macambira        |
| 15:15        |           | Súmula |             | Árbitro: SE Rogério Lima da Rocha |

| 23 de agosto | Lagarto | 1 – 0  | Boquinhense | Estádio Paulo Barreto, Lagarto           |
| 15:15        |         | Súmula |             | Árbitro: SE Claudionor dos Santos Júnior |

Segunda rodada
| 29 de agosto | Boquinhense | 2 – 2  | Macambira | Trindadão, Boquim                     |
| 15:15        |             | Súmula |           | Árbitro: SE Maurício Tavares de Moura |

| 29 de agosto | Boca Júnior | 0 – 2  | Lagarto | Estádio Geraldo Oliveira, Cristinápolis    |
| 15:15        |             | Súmula |         | Árbitro: SE Ivo Alexandre de Morais Santos |

| 29 de agosto | Laranjeiras | 3 – 1  | Estanciano | Estádio Augusto Franco, Laranjeiras    |
| 15:15        |             | Súmula |            | Árbitro: SE Wicleanche Vieira de Souza |

Terceira rodada
| 5 de setembro | Macambira | 2 – 2  | Boca Júnior | Estádio Severão, Macambira                 |
| 15:15         |           | Súmula |             | Árbitro: SE Cláudio Francisco Lima e Silva |

| 5 de setembro | Boquinhense | 1 – 0  | Laranjeiras | Trindadão, Boquim                         |
| 15:15         |             | Súmula |             | Árbitro: SE José Umberto de Farias Júnior |

| 6 de setembro | Lagarto | 6 – 1  | Estanciano | Estádio Paulo Barreto, Lagarto       |
| 15:15         |         | Súmula |            | Árbitro: SE Eduardo de Santana Nunes |

Quarta rodada
| 12 de setembro | Estanciano | 0 – 0  | Macambira | Estádio Vila Operária, Estância |
| 15:15          |            | Súmula |           | Árbitro: SE Antônio Hora Filho  |

| 12 de setembro | Boca Júnior | 1 – 2  | Boquinhense | Estádio Geraldo Oliveira, Cristinápolis |
| 15:15          |             | Súmula |             | Árbitro: SE Jonaldo Alves Simões        |

| 13 de setembro | Lagarto | 1 – 0  | Laranjeiras | Estádio Paulo Barreto, Lagarto     |
| 15:15          |         | Súmula |             | Árbitro: SE Frederico Alves Durães |

Quinta rodada
| 19 de setembro | Estanciano | 1 – 1  | Boquinhense | Estádio Vila Operária, Estância            |
| 15:15          |            | Súmula |             | Árbitro: SE Mário Sérgio da Silva Bancilon |

| 19 de setembro | Laranjeiras | 3 – 0  | Boca Júnior | Estádio Augusto Franco, Laranjeiras        |
| 15:15          |             | Súmula |             | Árbitro: SE Cláudio Francisco Lima e Silva |

| 20 de setembro | Macambira | 5 – 4  | Lagarto |                                          |
| 15:15          |           | Súmula |         | Árbitro: SE Claudionor dos Santos Júnior |

Sexta rodada
| 26 de setembro | Boca Júnior | 4 – 2  | Estanciano | Estádio Geraldo Oliveira, Cristinápolis |
| 15:15          |             | Súmula |            | Árbitro: SE José de Jesus Oliveira      |

| 26 de setembro | Laranjeiras | 1 – 2  | Macambira | Estádio Augusto Franco, Laranjeiras        |
| 15:15          |             | Súmula |           | Árbitro: SE Mário Sérgio da Silva Bancilon |

| 26 de setembro | Boquinhense | 1 – 2  | Lagarto | Trindadão, Boquim                          |
| 15:15          |             | Súmula |         | Árbitro: SE Cláudio Francisco Lima e Silva |

Sétima rodada
| 3 de outubro | Macambira | 2 – 0  | Boquinhense | Estádio Severão, Macambira                 |
| 15:15        |           | Súmula |             | Árbitro: SE Cláudio Francisco Lima e Silva |

| 3 de outubro | Estanciano | 1 – 2  | Laranjeiras | Estádio Vila Operária, Estância      |
| 15:15        |            | Súmula |             | Árbitro: SE Eduardo de Santana Nunes |

| 4 de outubro | Lagarto | 2 – 0  | Boca Júnior | Estádio Paulo Barreto, Lagarto         |
| 15:15        |         | Súmula |             | Árbitro: SE Wicleanche Vieira de Souza |

Oitava rodada
| 10 de outubro | Boca Júnior | 2 – 1  | Macambira | Estádio Geraldo Oliveira, Cristinápolis    |
| 15:15         |             | Súmula |           | Árbitro: SE Mário Sérgio da Silva Bancilon |

| 10 de outubro | Laranjeiras | 2 – 0  | Boquinhense | Estádio Augusto Franco, Laranjeiras |
| 15:15         |             | Súmula |             | Árbitro: SE Frederico Alves Durães  |

| 10 de outubro | Estanciano | 0 – 1  | Lagarto | Estádio Vila Operária, Estância           |
| 15:15         |            | Súmula |         | Árbitro: SE José Humberto Ferreira Maroto |

Nona rodada
| 17 de outubro | Laranjeiras | 0 – 0  | Lagarto | Estádio Augusto Franco, Laranjeiras        |
| 15:15         |             | Súmula |         | Árbitro: SE Ivo Alexandre de Morais Santos |

| 17 de outubro | Boquinhense | 2 – 1  | Boca Júnior | Trindadão, Boquim                         |
| 15:15         |             | Súmula |             | Árbitro: SE José Humberto Ferreira Maroto |

| 18 de outubro | Macambira | 4 – 0  | Estanciano |                                            |
| 15:15         |           | Súmula |            | Árbitro: SE Cláudio Francisco Lima e Silva |

Décima rodada
| 24 de outubro | Boquinhense | 2 – 0  | Estanciano | Trindadão, Boquim                |
| 15:15         |             | Súmula |            | Árbitro: SE Jonaldo Alves Simões |

| 24 de outubro | Lagarto | 2 – 2  | Macambira | Estádio Paulo Barreto, Lagarto |
| 15:15         |         | Súmula |           | Árbitro: SE Antônio Hora Filho |

| 24 de outubro | Boca Júnior | 1 – 2  | Laranjeiras | Estádio Geraldo Oliveira, Cristinápolis   |
| 15:15         |             | Súmula |             | Árbitro: SE José Humberto Ferreira Maroto |

### Grupo B
| Pos | Times              | Pts | J  | V | E | D | GP | GC | SG  |
| --- | ------------------ | --- | -- | - | - | - | -- | -- | --- |
| 1   | Riachuelo          | 23  | 10 | 7 | 2 | 1 | 19 | 9  | +10 |
| 2   | River Plate-SE     | 23  | 10 | 7 | 2 | 1 | 16 | 6  | +10 |
| 3   | Atlético Gloriense | 20  | 10 | 6 | 2 | 2 | 21 | 13 | +8  |
| 4   | Força Jovem        | 11  | 10 | 3 | 2 | 4 | 17 | 15 | +2  |
| 5   | Propriá            | 7   | 10 | 2 | 1 | 7 | 15 | 25 | -10 |
| 6   | Maruinense         | 1   | 10 | 0 | 1 | 9 | 4  | 24 | -20 |

|                    | ATG   | FJV   | MAR   | PRO   | RIA   | RPL   |
| ------------------ | ----- | ----- | ----- | ----- | ----- | ----- |
| Atlético Gloriense | —     | 2 – 2 | 4 – 0 | 6 – 3 | 2 – 2 | 2 – 1 |
| Força Jovem        | 1 – 2 | —     | 2 – 0 | 2 – 0 | 0 – 1 | 0 – 2 |
| Maruinense         | 0 – 1 | 0 – 4 | —     | 1 – 3 | 0 – 3 | 0 – 1 |
| Propriá            | 1 – 2 | 3 – 2 | 2 – 2 | —     | 1 – 3 | 1 – 2 |
| Riachuelo          | 1 – 0 | 3 – 2 | 2 – 1 | 3 – 1 | —     | 1 – 1 |
| River Plate-SE     | 2 – 0 | 2 – 2 | 2 – 0 | 2 – 0 | 1 – 0 | —     |

|  |                     |  |        |  |                      |
|  | Vitória do Mandante |  | Empate |  | Vitória do Visitante |

#### Rodadas na liderança e Lanterna
Em negrito, os clubes que mais permaneceram na liderança.
| Liderança  | Liderança | Liderança | Liderança | Liderança | Liderança | Liderança | Liderança | Liderança | Liderança |
| ---------- | --------- | --------- | --------- | --------- | --------- | --------- | --------- | --------- | --------- |
| 1          | 2         | 3         | 4         | 5         | 6         | 7         | 8         | 9         | 10        |
| ATL        | RIACHUELO | RIACHUELO | RIACHUELO | RIACHUELO | RIACHUELO | RIACHUELO | RIACHUELO | RIACHUELO | RIACHUELO |
| Lanterna   |           |           |           |           |           |           |           |           |           |
| 1          | 2         | 3         | 4         | 5         | 6         | 7         | 8         | 9         | 10        |
| MARUINENSE |           |           |           |           |           |           |           |           |           |

#### Partidas
Todas as partidas estão no fuso horário UTC−3.
Primeira rodada
| 22 de agosto | Propriá | 1 – 2  | River Plate-SE | Estádio Durval Feitosa, Propriá            |
| 15:15        |         | Súmula |                | Árbitro: SE Cláudio Francisco Lima e Silva |

| 23 de agosto | Força Jovem Aquidabã | 0 – 1  | Riachuelo | Estádio Manoel Joaquim Porto, Aquidabã |
| 15:15        |                      | Súmula |           | Árbitro: SE Maurício Tavares de Moura  |

| 23 de agosto | Gloriense | 4 – 0  | Maruinense | Estádio Editon Oliveira, Nossa Senhora da Glória |
| 15:15        |           | Súmula |            | Árbitro: SE Mário Sérgio da Silva Bancilon       |

Segunda rodada
| 29 de agosto | Riachuelo | 1 – 0  | Gloriense | Estádio Francisco Leite, Riachuelo |
| 15:15        |           | Súmula |           | Árbitro: SE Frederico Alves Durães |

| 30 de agosto | Maruinense | 1 – 3  | Propriá | Estádio Gonçalo Rollemberg, Maruim |
| 15:15        |            | Súmula |         | Árbitro: SE Jonaldo Alves Simões   |

| 30 de agosto | River Plate-SE | 2 – 2  | Força Jovem Aquidabã | Estádio Idalito Oliveira, Carmópolis     |
| 15:15        |                | Súmula |                      | Árbitro: SE Claudionor dos Santos Júnior |

Terceira rodada
| 5 de setembro | Propriá | 1 – 3  | Riachuelo | Estádio Durval Feitosa, Propriá           |
| 15:15         |         | Súmula |           | Árbitro: SE José Humberto Ferreira Maroto |

| 6 de setembro | Maruinense | 0 – 1  | River Plate-SE |                                            |
| 15:15         |            | Súmula |                | Árbitro: SE Mário Sérgio da Silva Bancilon |

| 6 de setembro | Gloriense | 2 – 2  | Força Jovem Aquidabã | Estádio Editon Oliveira, Nossa Senhora da Glória |
| 15:15         |           | Súmula |                      | Árbitro: SE Fábio Roberto dos Santos             |

Quarta rodada
| 12 de setembro | Riachuelo | 2 – 1  | Maruinense | Estádio Francisco Leite, Riachuelo |
| 15:15          |           | Súmula |            |                                    |

| 13 de setembro | Força Jovem Aquidabã | 2 – 0  | Propriá | Estádio Manoel Joaquim Porto, Aquidabã |
| 15:15          |                      | Súmula |         |                                        |

| 13 de setembro | Gloriense | 2 – 1  | River Plate-SE | Estádio Editon Oliveira, Nossa Senhora da Glória |
| 15:15          |           | Súmula |                |                                                  |

Quinta rodada
| 19 de setembro | Propriá | 1 – 2  | Gloriense | Estádio Durval Feitosa, Propriá |
| 15:15          |         | Súmula |           |                                 |

| 20 de setembro | Força Jovem Aquidabã | 2 – 0  | Maruinense | Estádio Manoel Joaquim Porto, Aquidabã |
| 15:15          |                      | Súmula |            |                                        |

| 20 de setembro | River Plate-SE | 1 – 0  | Riachuelo | Estádio Idalito Oliveira, Carmópolis |
| 15:15          |                | Súmula |           |                                      |

Sexta rodada
| 26 de setembro | Riachuelo | 3 – 2  | Força Jovem Aquidabã | Estádio Francisco Leite, Riachuelo |
| 15:15          |           | Súmula |                      |                                    |

| 27 de setembro | River Plate-SE | 2 – 0  | Propriá | Estádio Idalito Oliveira, Carmópolis |
| 15:15          |                | Súmula |         |                                      |

| 27 de setembro | Maruinense | 0 – 1  | Gloriense |  |
| 15:15          |            | Súmula |           |  |

Sétima rodada
| 3 de outubro | Propriá | 2 – 2  | Maruinense | Estádio Durval Feitosa, Propriá |
| 15:15        |         | Súmula |            |                                 |

| 4 de outubro | Gloriense | 2 – 2  | Riachuelo | Estádio Editon Oliveira, Nossa Senhora da Glória |
| 15:15        |           | Súmula |           |                                                  |

| 4 de outubro | Força Jovem Aquidabã | 0 – 2  | River Plate-SE | Estádio Manoel Joaquim Porto, Aquidabã |
| 15:15        |                      | Súmula |                |                                        |

Oitava rodada
| 10 de outubro | Riachuelo | 3 – 1  | Propriá | Estádio Francisco Leite, Riachuelo |
| 15:15         |           | Súmula |         |                                    |

| 11 de outubro | River Plate-SE | 2 – 0  | Maruinense | Estádio Idalito Oliveira, Carmópolis |
| 15:15         |                | Súmula |            |                                      |

| 11 de outubro | Força Jovem Aquidabã | 1 – 2  | Gloriense | Estádio Manoel Joaquim Porto, Aquidabã |
| 15:15         |                      | Súmula |           |                                        |

Nona rodada
| 17 de outubro | Maruinense | 0 – 3  | Riachuelo |  |
| 15:15         |            | Súmula |           |  |

| 18 de outubro | Propriá | 3 – 2  | Força Jovem Aquidabã | Estádio Durval Feitosa, Propriá |
| 15:15         |         | Súmula |                      |                                 |

| 18 de outubro | River Plate-SE | 2 – 0  | Gloriense | Estádio Idalito Oliveira, Carmópolis |
| 15:15         |                | Súmula |           |                                      |

Décima rodada
| 24 de outubro | Gloriense | 6 – 3  | Propriá | Estádio Editon Oliveira, Nossa Senhora da Glória |
| 15:15         |           | Súmula |         |                                                  |

| 24 de outubro | Maruinense | 0 – 4  | Força Jovem Aquidabã |  |
| 15:15         |            | Súmula |                      |  |

| 24 de outubro | Riachuelo | 1 – 1  | River Plate-SE | Estádio Francisco Leite, Riachuelo |
| 15:15         |           | Súmula |                |                                    |

## Fase final
|  | Cruzamento Olímpico | Cruzamento Olímpico | Cruzamento Olímpico | Cruzamento Olímpico |   |                | Final | Final | Final | Final |
|  |                     |                     |                     |                     |   |                |       |       |       |       |
|  | Lagarto             | 0                   | 0                   | 0                   |   |                |       |       |       |       |
|  | River Plate-SE      | 2                   | 0                   | 2                   |   |                |       |       |       |       |
|  | River Plate-SE      | 2                   | 0                   | 2                   |   | River Plate-SE | 0     | 1     | 1*    |       |
|  |                     |                     |                     |                     |   | River Plate-SE | 0     | 1     | 1*    |       |
|  |                     | Riachuelo           | 1                   | 0                   | 1 |                |       |       |       |       |
|  | Riachuelo           | Riachuelo           | 1                   | 0                   | 1 | 3              | 2     | 5     |       |       |
|  | Riachuelo           |                     |                     |                     |   | 3              | 2     | 5     |       |       |
|  | Laranjeiras         | 0                   | 2                   | 2                   |   |                |       |       |       |       |

### Cruzamento Olímpico
Jogos de ida
| 1 de novembro | River Plate-SE               | 2 – 0  | Lagarto | Estádio Idalito Oliveira, Carmópolis       |
| 15:15 UTC−3   | Hugo Henrique 15' · Bibi 53' | Súmula |         | Árbitro: SE Cláudio Francisco Lima e Silva |

| 1 de novembro | Laranjeiras | 0 – 3  | Riachuelo               | Estádio Augusto Franco, Laranjeiras        |
| 15:15 UTC−3   |             | Súmula | Téo 45', 90' · Guga 61' | Árbitro: SE Ivo Alexandre de Morais Santos |

Jogos de volta
| 8 de novembro | Lagarto | 0 – 0  | River Plate-SE | Estádio Paulo Barreto, Lagarto    |
| 15:15 UTC−3   |         | Súmula |                | Árbitro: SE Rogério Lima da Rocha |

| 8 de novembro | Riachuelo           | 2 – 2  | Laranjeiras                          | Estádio Francisco Leite, Riachuelo        |
| 15:15 UTC−3   | Eduardo 2' · Eri 9' | Súmula | José Valmir 50' · Carlos Eduardo 71' | Árbitro: SE José Humberto Ferreira Maroto |

### Final
Jogo de ida
| 15 de novembro | River Plate-SE | 0 – 1  | Riachuelo | Estádio Idalito Oliveira, Carmópolis |
| 15:15 UTC−3    |                | Súmula | Fabian 7' | Árbitro: SE Frederico Alves Durães   |

Jogo de volta
| 22 de novembro | Riachuelo | 0 – 1  | River Plate-SE   | Estádio Francisco Leite, Riachuelo |
| 15:15 UTC−3    |           | Súmula | Hugo Henrique 3' | Árbitro: SE Antônio Hora Filho     |

### Premiação
| Campeonato Sergipano de 2009 Série A2 |
| ------------------------------------- |
| RIVER PLATE Campeão (1º título)       |

## Artilharia
Atualizada até a primeira rodada.